# هوهن دمتسین
هوهن دمتسین (به آلمانی: Hohen Demzin) یک شهر در آلمان است که در Rostock District واقع شده‌است. هوهن دمتسین  ۴۸۱ نفر جمعیت دارد.